# Forêt tropicale
Ne doit pas être confondu avec Jungle.

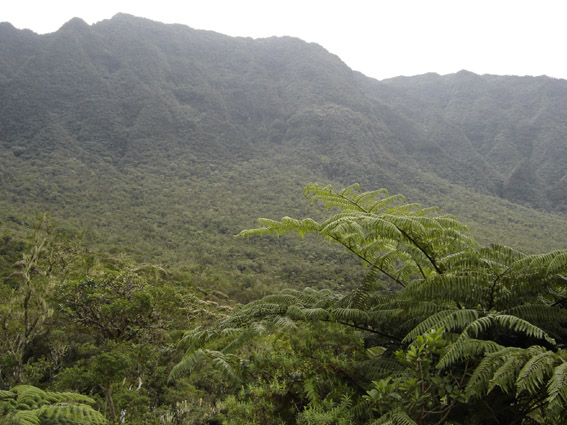
Forêt tropicale primaire de Bébour (île de La Réunion).

La forêt tropicale est la forêt caractéristique des régions tropicales et équatoriales. Sous ce terme se cachent des réalités très différentes, des forêts tropophiles, composées d'arbres assez épars poussant sous un climat tropical de savane, à la forêt dite tropicale humide dans des zones à climat équatorial, en passant par les forêts de nuages relativement froides.
En 2015, les forêts tropicales couvrent 1 770 millions d’hectares, dont environ 840 millions en Amérique du Sud (dont la forêt amazonienne), 600 millions en Afrique (dont la forêt du bassin du Congo) et 300 millions en Asie (dont la forêt indonésienne).
N'ayant pas ou peu été affectées par les dernières glaciations, ce sont les forêts les plus riches du monde au regard de la biodiversité (plus de 80 % de la biodiversité terrestre). Les forêts tropicales humides abritent la moitié des espèces animales terrestres et les deux tiers des espèces végétales existantes. Cependant, elles sont souvent menacées par la conversion en zones agricoles ou sylvicoles, et localement par la déforestation, la surexploitation, la fragmentation écologique et/ou les incendies.

## Description

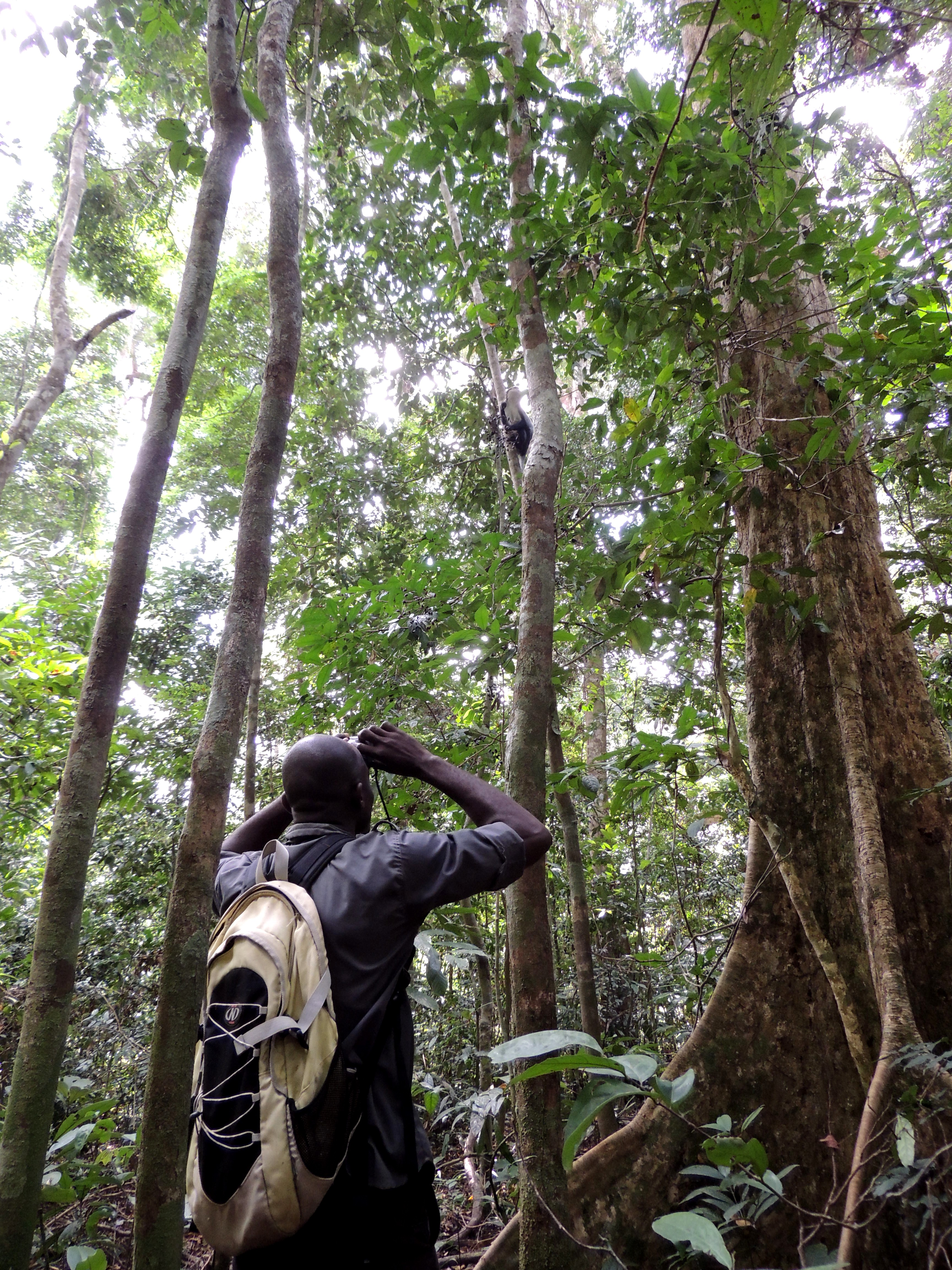
Forêt tropicale en Afrique.

La forêt tropicale peut être sèche ou humide, en fonction du type de climat et du type de sol. On estime que l'ensemble des forêts tropicales de la planète recèlent au moins 92,2 % des espèces vivantes, animales et végétales. Plus des deux tiers de ces forêts se regroupent au sein des pays suivants : le Brésil (en Amazonie), la Bolivie (en Amazonie), la république démocratique du Congo et l'Indonésie.
Elles représentent ainsi un enjeu majeur dans la protection de la biodiversité. Par ailleurs, les deux seules forêts tropicales au monde n'appartenant pas à un pays du tiers monde ou en voie de développement sont la forêt australienne et la Guyane française dont plus de 90 % du territoire est composée de forêt primaire, ce qui représente une des plus vastes zones intactes au monde.
Un grand nombre d'espèces d'arbres, une faible densité d'adultes de chaque espèce et de longues distances séparant les adultes d’une même espèce sont trois caractéristiques de beaucoup de forêts tropicales de basse altitude.
La forêt tropicale fournit de très nombreuses plantes alimentaires familières utilisées dans le monde entier : manioc, cacaoyer, palmier à huile, caféier. À ces produits végétaux s’ajoute le gibier, principale source de protéines pour un grand nombre de populations, notamment la viande de brousse en Afrique centrale. Elle est également source de bois et de latex, dont le caoutchouc.
Ces trois traits pourraient en grande partie résulter d’un effet de la prédation sur les semences et semis dans un environnement relativement stable. Plus on s’éloigne de la ceinture équatoriale humide et chaude pour s’approcher des pôles et des déserts ou des zones tempérées, plus ce phénomène s'atténue, ce qui pourrait s’expliquer dans ces régions par l'imprévisibilité accrue de l'environnement physique liée aux saisons et à certaines contraintes météorologiques qui rendent la production de graines et semis plus incertaine pour les prédateurs herbivores.

## Protection
Les solutions proposées pour préserver et sauver les forêts tropicales se situent à deux niveaux : le premier niveau consiste à des mesures visant à arrêter la diminution des espaces forestiers causées par l'exploitation forestière et le second niveau est la restauration des ressources perdues par le reboisement notamment.
La protection peut être assurée par des parcs nationaux, localement par des réserves naturelles, dans le cadre de la convention de Rio sur la biodiversité, puisque les pays n'ont pas pu s'entendre en 1992, ni depuis sur une convention internationale sur la protection des forêts. Certains écolabels tels que le Forest Stewardship Council contribuent aussi à leur protection, là où ils sont mis en place.
Planter et préserver des forêts tropicales pourrait ralentir le réchauffement climatique, alors que planter des forêts dans les hautes latitudes pourrait contribuer au réchauffement. En effet, seules les forêts tropicales sont fortement bénéfiques au ralentissement du réchauffement global car non seulement elles absorbent le gaz carbonique mais elles favorisent également les nuages qui aident à refroidir la planète[réf. nécessaire]. Cependant, selon une étude publiée en 2019 qui s'appuie sur les observations de 2010 à 2017 du satellite Soil Moisture and Ocean Salinity satellite, les forêts tropicales ont perdu leur rôle de puits de carbone sur cette période, et pourraient s'avérer neutres voire émettrices de gaz à effet de serre en période de sécheresse. Les climatologues estiment que si la forêt amazonienne perdait 20 à 25 % de sa couverture originelle, cela pourrait entrainer l’effondrement de l'écosystème, avec plusieurs milliards de tonnes de carbones libérées dans l'atmosphère; ce qui affecterait irréversiblement les régimes de précipitations et aggraverait le réchauffement climatique, entrainant une sécheresse mondiale.
Les associations de protection de l'environnement agissent pour la protection des forêts tropicales. En particulier, l'association allemande Sauvons la forêt œuvre pour la préservation des forêts tropicales et le respect des droits de leurs habitants, par la mobilisation des citoyens, en organisant des pétitions en ligne.
Malgré les moyens mis en œuvre, 12 millions d'hectares de forêts tropicales ont été détruits en 2018 (une superficie équivalente à celle d'un pays comme le Nicaragua). Les pays les plus touchés sont le Brésil, l'Indonésie, la République démocratique du Congo, la Colombie et la Bolivie.
La réduction de la pauvreté joue également un rôle clé dans la protection des forêts tropicales car c'est la pauvreté qui poussent les populations locales à utiliser les ressources forestières pour gagner leur vie ou pour se nourrir.
Une exploitation durable et raisonnée des forêts tropicales est un outil de conservation alternatif et complémentaire à la création de parcs nationaux ou de réserves naturelles. L’unité de recherche Forêts et sociétés du Centre de coopération internationale en recherche agronomique pour le développement propose une analyse approfondie des impacts environnementaux de l’exploitation forestière et explore les voies pour rendre cette pratique plus durable.

## Grands types d'écosystèmesforestiers tropicaux
- Forêt tropicale humide
- Forêts tropicales et subtropicales humides caducifoliées
- Forêts de conifères tropicales et subtropicales
- Forêts tropicales et subtropicales humides à feuilles caduques
- Forêts tropicales et subtropicales sèches caducifoliées
- Forêts tropicales et subtropicales sèches à feuilles caduques
- Forêt ombrophile

## En France d'outre-mer
Dans la France d'outre-mer la forêt tropicale et équatoriale la plus grande est celle de Guyane. Elle est en partie protégée, par plusieurs réserves naturelles (ex : réserve naturelle nationale de la Trinité et un parc national (au Sud de la Guyane). Elle est étudiée par le Muséum, le CNRS, l'INRA, l'IRD, l'ONF et l'ONCFS puis l'Agence nationale de la biodiversité, notamment via des stations scientifiques qui servent de base à de nombreuses missions en forêt (ex : station scientifique de Saint-Eugène) ou dans les réserves.